# Matos Lajos
Matos Lajos (Budapest, 1935. április 13. – Budapest, 2017. február 4.) orvos, belgyógyász, kardiológus főorvos, egyetemi tanár, az orvostudomány kandidátusa.

## Életpályája
Középiskolai tanulmányait a budai Toldy Ferenc Gimnáziumban kezdte (1946-47), majd 1948-tól az Érseki Katolikus Gimnáziumból átalakított II. Rákóczi Ferenc Gimnáziumban folytatta, 1953-ban itt tett érettségi vizsgát. 1959-ben szerzett diplomát a Budapesti Orvostudományi Egyetemen. Orvosi pályáját a csornai járási kórházban kezdte, itt dolgozott 1961-ig. Pályakezdésének idején a kardiológia még nem volt önálló orvosi szakág a belgyógyászaton belül.
1961-ben visszatért Budapestre, az 1957-ben megalapított Országos Kardiológiai Intézetben az alapító Gottsegen György egyetemi tanár (1906–1965) mellett dolgozott. (1967 óta az intézmény hivatalos neve Gottsegen György Országos Kardiológiai Intézet). Négy évtizeden át dolgozott itt. 1965-ben letette a belgyógyászati szakvizsgákat, 1968-69 között Angliában, a manchesteri Victoria Egyetemen kétéves speciális továbbképzésen vett részt. Érdeklődésének középpontjában a szív-rendellenességek gyógyszeres kezelése állt. Az Intézet Farmakológiai Osztályának vezetője lett. 1976-tól tagja lett a Magyar Kardiológusok Társaságának, itt a Hypertonia és Gyógyszerterápiás Munkacsoport tagja, majd vezetője lett. Ugyanebben az évben lett tagja a Magyar Farmakológusok Társaságának is, az American College of Cardiology (ACC) tagtársaságának. 1977-ben tudományos fokozatot szerzett: az orvostudomány kandidátusa lett. 1979-ben kardiológusi és klinikai farmakológiai szakvizsgákat tett.  A Magyar Kardiológusok Társaságában 1980-89 között főtitkári, 1992-95 között alelnöki tisztséget viselt.
1992-ben az Egyesült Királyságban, a Yorki Egyetem Egészségügyi Közgazdaságtani Intézetében elvégezte az „Egészségügyi közgazdaságtan a kelet-európai országok számára” (Health Economics for Eastern European Countries) című speciális kollégiumot. 1999-ben akkreditált hipertonológus (a magas vérnyomás betegség szakértője) lett. Ugyanebben az évben, 1999-ben megszerezte az üzemorvosi szakmai képzettséget. Utóbbi szakvizsga megszerzésének jelentőségét az adja, hogy Matos csaknem 50 éven át Madách Színház üzemorvosaként is tevékenykedett. Az orvosi szaksajtóban megjelent szakcikkein kívül részt vállalt a tudományos ismeretterjesztésében is, cikkei jelentek meg a Természet Világa és az Élet és Tudomány folyóiratokban. 1998-tól a Magyar Nemzeti Szívalapítvány nevű civil szervezet felügyelő bizottságának elnöke volt.
Fokozott érdeklődéssel tanulmányozta az egészséges táplálkozás és életmód kérdéseit, a szív- és érrendszeri betegségek megelőzését célzó megoldásokat és ezek oktatását, a szívgyógyászat számára végzett gyógyszerészeti kutatások nemzetközi eredményeit, és a hirtelen szívhalál elhárításáért folyó kutatásokat. Küzdött az újraélesztési ismeretek széleskörű oktatásáért. A kockázatot ő maga is megtapasztalta: 2004-ben életveszélyes szívroham érte, de jelenlévő felesége, a szintén orvos Lengyel Margit szakszerűen újjáélesztette, és azonnal kardiológus kollégákhoz juttatta, akik megmentették az életét.  Saját tapasztalatairól, és a hirtelen szívhalál lehetséges okairól többször nyilatkozott az írott és elektronikus sajtónak, és a közösségi fórumoknak, így pl. 2008-ban Kolonics György olimpiai bajnok kenus váratlan halálakor, vagy 2014-ben Welsz Tamás vállalkozó máig tisztázatlan elhunyta után is.
Megszerezte a nemzetközileg elismert Klinikai Farmakológus Diplomát (Diploma in Clinical Pharmacology, D.C.P.)
2001-ben, 66 éves korában a Kardiológiai Intézetből nyugdíjba küldték. Ekkor Dr. Jánosi András főorvos, a Fővárosi Önkormányzat Szent János Kórháza III. Belgyógyászati – Kardiológiai osztályának akkori vezetője – aki 1971-89 között az Országos Kardiológiai Intézetben Matos munkatársa volt – meghívta saját osztályára. Dr. Matos a gyógyító munkát a János kórház kardiológiai járóbeteg rendelésén folytatta, 2017-ben bekövetkezett haláláig.

## További tudományos társasági tagságai
- Magyar Belgyógyász Társaság (1984-től)
- Magyar Gerontológiai Társaság, a European Society of Cardiology (FESC) tagtársasága (1989-től)
- World Future Society (1990-től)
- Magyar Hypertonia Társaság (1992-től)
- World Heart Federation, Council on Clinical Cardiology (1998-99 között alelnök, 2000-2003 között elnök, 2004-17 között tanácsadó)

## Kitüntetése
Szakorvosi munkásságáért 2010. október 23-án megkapta a Magyar Köztársasági Ezüst Érdemkereszt kitüntetést.

## Művei, cikkei (kivonat)
- Dr. Faragó Eszter, Dr. Istvánffy Mária, Dr. Kékes Ede, Dr. Matos Lajos.szerk.: Dr. Krúdy Erzsébet, Mihóczy László: Nem invazív kardiológiai vizsgálómódszerek. Budapest: Medicina Könyvkiadó (1983). ISBN 963-241-110-2
- Dr. Matos Lajos – Dr. Lengyel Margit.szerk.: Dr. Székely Gábor: „Szíves” szakácskönyv, Képzett Beteg Könyvek. Budapest: B+V Lap- és Könyvkiadó Kft. (2000, 2003). ISBN 963-7746-58-7
- Dr. Matos és szerzőtársai.szerk.: Császár Albert: Atherosclerosis. Budapest: Synergo Kiadó és Marketing Kft (2004). ISBN 963-214-412-0
- Dr. Matos Lajos: Kardiológia. RELAX-AHF 2. Orvostovábbképző Szemle Online (otszonline.hu), 2014. június 25. (Hozzáférés: 2017. június 16.)
- Lektorként közreműködött Robin Cook Agymosás és Akár az Isten c, regényeinek magyar nyelvű kiadásainál (ford. Fencsik Flóra).
- Cardiologia Hungarica 12. év. 1. szám (1983) (A Magyar Kardiológusok Társaságának tudományos folyóirata)
- Cardioscan 1997/3-4. sz. (a Gottsegen György Országos Kardiológiai Intézet folyóirata), jubileumi szám az OKI alapításának 40. évfordulójára)
- Cikkek a Lege Artis Medicinae (Új Magyar Orvosi Hírmondó) számaiban, 1995-2006.
- Cikkek a Természet Világa (1968-73), Élet és Tudomány (1968-82) folyóiratok több számában.

## Kapcsolódó információk
- Dr. Jánosi András: Elhunyt dr. Matos Lajos. medicalonline.hu, 2017. február 13. (Hozzáférés: 2017. június 16.)
- Születésnapi szívproblémák. Hírműsor. Dr. Matos Lajos nyilatkozata. Nemzeti Audiovizuális Archívum (nava.hu), 2006. június 9. (Hozzáférés: 2017. június 16.)